# ببغاء مولجا
ببغاء مولجا (باللاتينية: Psephotus varius) (بالإنجليزية: Mulga parrot)‏ ، هو نوع ينتمي إلى بستاكوليداي (فصيلة: Psittaculidae) .